# San Giovanni Battista nel deserto
San Giovanni Battista nel deserto è un dipinto tempera su tavola (28,4x31,8 cm) di Domenico Veneziano, databile al 1445 circa e conservato nella National Gallery of Art di Washington. Si tratta del secondo dei cinque pannelli della predella della Pala di Santa Lucia dei Magnoli (Uffizi), divisi fra più musei. Uno di questi, San Francesco riceve le stigmate, si trova pure a Washington nello stesso museo.

## Storia
La pala decorò l'altare maggiore della chiesa di Santa Lucia dei Magnoli a Firenze probabilmente fino ai lavori di ristrutturazione del 1712-1715, quando venne spostata prima in sacrestia (documentata nel 1728) e poi su un altare laterale (1762). Nei primi anni dell'Ottocento la predella venne presumibilmente dispersa. Il pannello di San Giovanni Battista si trovava ai primi del Novecento nelle collezioni di Bernard Berenson a Villa I Tatti a Firenze. Nel 1919 sua moglie Mary Berenson presentò il pannello a Carl W. Hamilton, che lo vendette poi nel 1942 a Samuel H. Kress, il quale lo donò poi, nel 1943, al nascente museo statunitense.

## Descrizione e stile
La tavoletta mostra un'iconografia unica delle storie di san Giovanni Battista, cioè il momento in cui abbandona le proprie eleganti vesti civili per indossare quelle da eremita, fatte di pelli e peli di cammello, per incamminarsi lungo la via dell'ascetismo. Forse Domenico si ispirò a una scena dei perduti affreschi di Pisanello e Gentile da Fabriano nella basilica del Laterano.
L'opera è soprattutto straordinaria per l'ambientazione montana, realizzata in maniera del tutto innovativa, con le rocce appuntite composte come "prismi di luce" dai colori tenui e accesi. Si tratta di un'evoluzione del paesaggio rispetto alle tradizionali rocce scheggiate della tradizione bizantina e poi gotica (delle quali conserva comunque l'evidenza delle asperità), aggiornata alle nuove iconografie paesistiche di Masaccio nella Cappella Brancacci (Pagamento del tributo, Predica di san Pietro).
Amorevole è la cura dei dettagli, dagli arbusti ai sassolini del sentiero, rivelatori di un gusto di transizione tra tardo gotico e rinascimento, come dimostra anche una certa assenza di precisa collocazione spaziale della figura del santo, che non proietta ombre. Più originale è invece il nudo del protagonista, chiaramente ispirato alla statuaria antica e legato a una reinterpretazione cristiana del mito di Ercole al bivio, allora molto in voga.
Il cielo inoltre non è più l'astratto fondo oro dei pittori precedenti, ma è un naturale colore azzurro venato di nubi e che si schiarisce verso l'orizzonte. Straordinaria è infine, per gli anni quaranta del Quattrocento, la presenza di montagne sfumate in lontananza dalla foschia, tra primi esempi a Firenze di prospettiva aerea.